# José Toral y Sagristá
José Toral y Sagristá (1874-1935) fue un literato y notario español.

## Biografía
Nacido el 21 de enero de 1874 en Andújar (provincia de Jaén), quedó huérfano y se marchó a las Filipinas, estudiando derecho en la Universidad de Santo Tomás de Manila. Tras ejercer el periodismo y trabajos en la administración, volvió a España, estableciéndose en Madrid en 1901. Contrajo matrimonio con Carolina Peñaranda, hija del poeta sevillano Carlos Peñaranda. Redactor en El Globo, consiguió aprobar unas oposiciones como notario. Falleció el 16 de febrero de 1935 en Madrid.

## Obras
Novela
- — (1918). La cadena. Madrid: Renacimiento.[7]
- — (1920). La sombra. Madrid: Editorial Pueyo.[8]
- — (1921). Flor de pecado. Madrid: Rivadeneyra.[9]
- — (1922). Horas sentimentales. Madrid: Rivadeneyra.[10]
- — (1923). El ajusticiado. Madrid: Rivadeneyra.[11]